# Guilherme de Campos
Guilherme de Souza Campos mais conhecido como Guilherme de Campos, (Itabaianinha, 02 de Outubro  de 1850 - Aracaju, 10 de marco de 1923) foi um advogado, jornalista, magistrado e político brasileiro. Era formado pela Faculdade de Direito de Recife, tendo colaborado com o jornal O Guarani entre 1878 a 1887.

## Biografia
Filho do Coronel José Vicente de Souza e de Porfíria Maria Curvelo d`Ávila, nasceu no Engenho Periquito, no município de Itabaianinha.
Iniciou a carreira como Promotor Público da Comarca de Lagarto, de julho de 1872 a janeiro de 1873. Em seguida, foi Juiz Municipal do Termo de Jeremoabo, na Bahia, com mandato de quatro anos, de fevereiro de 1874 a fevereiro de 1878. Voltou a Sergipe, contudo foi nomeado Juiz de Direito da Comarca de Riachão, na Província do Maranhão e exerceu a função de 1887 a 1888. No ano seguinte, foi nomeado Chefe de Polícia do Espírito Santo. Voltou ao seu estado e ocupou, como Juiz de Direito, a Comarca de Lagarto, de 1890 a 1892. Esteve no legislativo sergipano em dois mandatos de Deputado Estadual (1872 a 1873 e 1878 a 1879). Em 26 de dezembro de 1892 foi nomeado Desembargador do Tribunal de Relação, cargo no qual atuou até 1895. 
Foi eleito Presidente da Província de Sergipe, cargo  que atualmente equivale a governador de estado.  Seu irmão, Olímpio Campos,controlava a política sergipana na época. Políticos de diversas tendências decidiram unir-se para impedir a continuidade do olimpísmo. Consequentemente, em agosto de 1906, Guilherme de  Campos foi derrubado pela revolta de Fausto Cardoso. No entanto, voltou ao comando do Executivo  do governo sergipano por conta da intervenção do Presidente Rodrigues Alves. As tropas federais retomaram o palácio do governo com o objetivo de reempossar Guilherme de Campos. Fausto Cardoso estava determinado a resistir, porém foi alvejado e morto.  Por atribuir ao líder olimpísta a intervenção por tropas do Exército, os filhos de Fausto Cardoso foram até a capital da república e assassinaram o Senador Olímpio Campos.
Em sua gestão, Guilherme de Campos faz obras de embelezamento em Aracaju, tais como calçamento, construção do Parque Olympio Campos na área que compreendia a Praça do Palácio e a Praça da Matriz, sendo inaugurado em 1907. No ano seguinte, criou o sistema de transporte de Aracaju com bondes por tração animal. Também foi construído o cais de Aracaju e implantou o abastecimento de água da cidade. Foi feita a primeira reforma no prédio do Tribunal de Relação e a construção do novo edifício do Ateneu Sergipense.
Guilherme de Souza Campos governou Sergipe em dois períodos: de 24 de outubro de 1905 a 10 de agosto de 1906 e de 28 de agosto de 1906 a 24 de outubro de 1908. Também foi senador pelo mesmo estado entre 1909 e 1917 e presidente do Tribunal da Relação de Sergipe.  
Faleceu em Aracaju, em 3 de outubro de 1923. Foi sucedido, na presidência da Província de Sergipe, por José Rodrigues da Costa Dória.

## Vida pessoal
Guilherme de Campos casou com Anna de Souza Freire em 1879, de cujo matrimônio teve cinco filhos, a saber: Dr. Edilberto de Souza Campos, Deruchette de Souza Campos, Tancredo de Souza Campos, além de mais dois filhos falecidos em tenra idade: Heráclito e Zuzertina. 
Casou novamente em janeiro de 1907, depois de dezesseis anos de viuvez, com Capitulina Alves de Mello. Em dezembro do mesmo ano, Capitulina falece durante o parto, sem que a criança fosse retirada do ventre. A primeira dama precisava de uma cesariana e naquela época os médicos sergipanos ainda não tinham experiência nesse tipo de procedimento. Quase dezesseis anos depois de sua segunda viuvez, em junho de 1923, pouco mais de três meses antes de seu falecimento, Guilherme de Souza Campos casou com Maria Leocádia de Souza. 